# Landaul
Landaul [lɑ̃dol] est une commune française, située dans le département du Morbihan en région Bretagne.

## Géographie

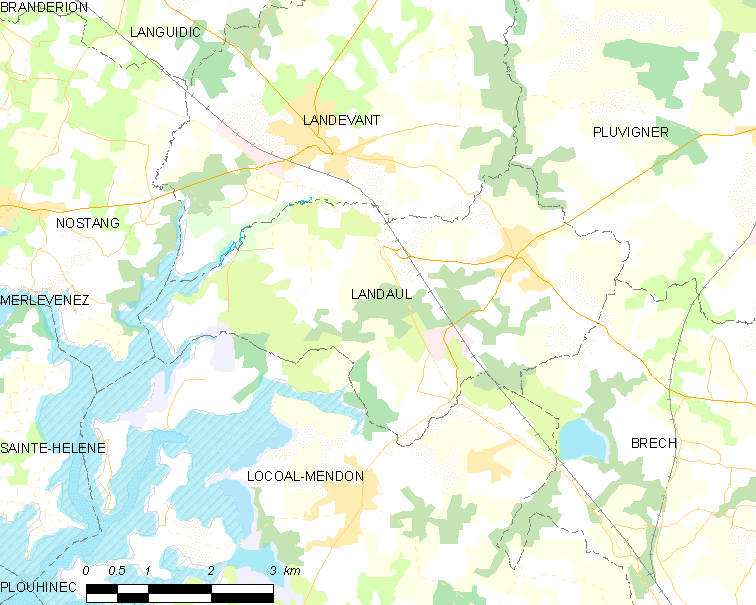
Carte de la commune de Landaul et des communes avoisinantes.

### Localisation
|         | Landevant     | Pluvigner |
| Nostang | Landaul       |           |
|         | Locoal-Mendon | Brech     |

### Géographie physique
Landaul est délimitée au nord par le Ruisseau de la Demi-Ville (qui porte dans sa partie amont le nom de Ruisseau du Kergroix ou Kergroëz), qui marque la limite avec Landévant et son affluent de rive gauche le Goah er Licenneü (qui sépare Landaul de Pluvigner), et au sud par le Ruisseau de Tréavrec qui marque la limite avec Brech (mais qui porte plus en aval le nom de Ruisseau de Kerlino, séparant à cet endroit Landaul de Locoal-Mendon) ; côté ouest le Ruisseau de Langonbrac'h marque lui aussi sur une petite partie de son cours la limite communale avec Locoal-Mendon ; tous les trois étant de minuscules fleuves côtiers se jetant dans la rivière d'Étel. À l'extrémité sud-ouest de la commune la presqu'île de Larmor, qui se termine par la Pointe du Gouhel, se trouve à l'une des extrémités nord de cette rivière d'Étel, entre l'estuaire du Ruisseau de la Demi-Ville et le Bras de Mer du Vieux Moulin.
| - Carte topographique de la commune de Landaul. |

Les altitudes varient entre 66 mètres (seule la partie nord-est du finage communal dépasse 60 mètres d'altitude) et le niveau de la mer ; la majeure partie de la commune, très plane, à l'exception de la butte de Mané Landaul, située dans la partie ouest de la commune, qui atteint 40 mètres d'altitude, et est entre une quarantaine de mètres (altitude du bourg notamment) et une dizaine de mètres, s'abaissant progressivement vers le sud et l'ouest. Le bourg est vers 23 mètres d'altitude.
La faiblesse des altitudes et des pentes, surtout dans les parties proches de la ria d'Étel, explique la présence de nombreux marais, souvent plantés de pinèdes dans le courant du XIXe siècle, les hameaux s'établissant sur les éminences, si faibles soient-elles : c'est le cas par exemple du village de Langombrac'h.

### Géologie
Un filon quartzeux cuprifère contenant notamment de la malachite, de l'erubescite et de la chalcopyrite, affleure près de Kergolven en Landaul et de Kerhilias en Pluvigner.

### Hydrographie
Pour un article plus général, voir Réseau hydrographique du Morbihan.
La commune est située dans le bassin Loire-Bretagne. Elle est drainée par la Demi-Ville, le bief du moulin du guern, le Patais, le Pont Lesdour, le stér en istrec, le goah er licenne et divers autres petits cours d'eau,.
La Demi-Ville, d'une longueur de 21 km, prend sa source dans la commune de Pluvigner et se jette  dans le ria d'Étel à Sainte-Hélène, après avoir traversé sept communes. 

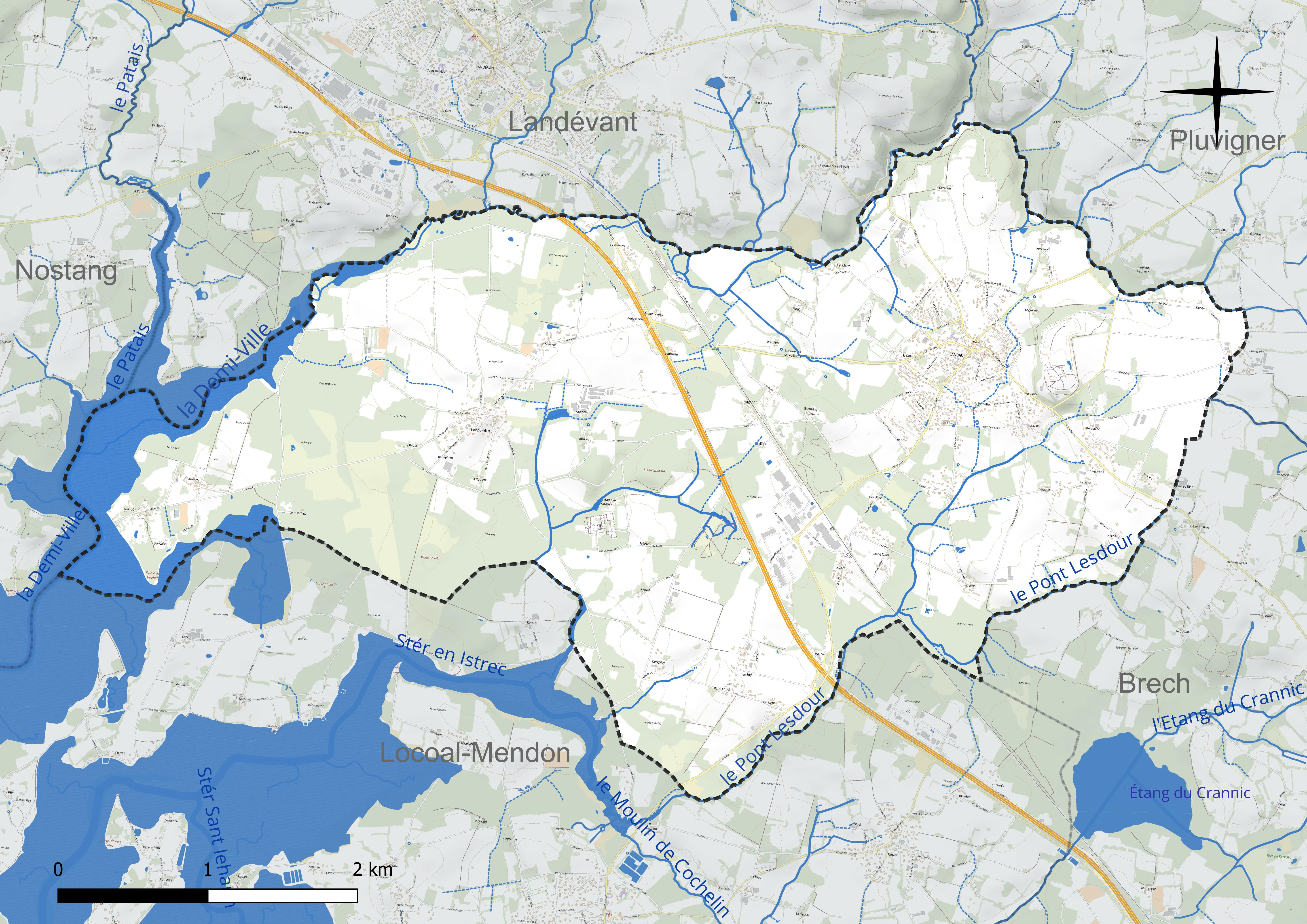
Réseau hydrographique de Landaul.

### Climat
Pour des articles plus généraux, voir Climat de la Bretagne et Climat du Morbihan.
En 2010, le climat de la commune est de type climat océanique franc, selon une étude du CNRS s'appuyant sur une série de données couvrant la période 1971-2000. En 2020, Météo-France publie une typologie des climats de la France métropolitaine dans laquelle la commune est exposée à un climat océanique et est dans la région climatique Bretagne orientale et méridionale, Pays nantais, Vendée, caractérisée par une faible pluviométrie en été et une bonne insolation. Parallèlement l'observatoire de l'environnement en Bretagne publie en 2020 un zonage climatique de la région Bretagne, s'appuyant sur des données de Météo-France de 2009. La commune est, selon ce zonage, dans la zone « Intérieur  », exposée à un climat médian, à dominante océanique.
Pour la période 1971-2000, la température annuelle moyenne est de 11,8 °C, avec une amplitude thermique annuelle de 11,6 °C. Le cumul annuel moyen de précipitations est de 948 mm, avec 13,7 jours de précipitations en janvier et 7,2 jours en juillet. Pour la période 1991-2020, la température moyenne annuelle observée sur la station météorologique la plus proche, située sur la commune d'Auray à 11 km à vol d'oiseau, est de 12,6 °C et le cumul annuel moyen de précipitations est de 969,3 mm,. Pour l'avenir, les paramètres climatiques de la commune estimés pour 2050 selon différents scénarios d’émission de gaz à effet de serre sont consultables sur un site dédié publié par Météo-France en novembre 2022.

### Transports
Landaul est traversé dans la partie sud-ouest de son territoire communal par la voie express RN 165 de Nantes à Quimper et Brest via Vannes et Lorient. La commune est desservie par l'échangeur no 36, dit de Poulvern.
Landaul est traversé aussi par la ligne ferroviaire venant de Vannes et se dirigeant vers Lorient et Quimper, dénommée anciennement Ligne de Savenay à Landerneau. La gare, dite gare de Landaul-Mendon, située au sud-ouest du bourg de Landaul, est desservie par des trains TER. Une zone artisanale a été développée entre la gare et la voie express RN 165.

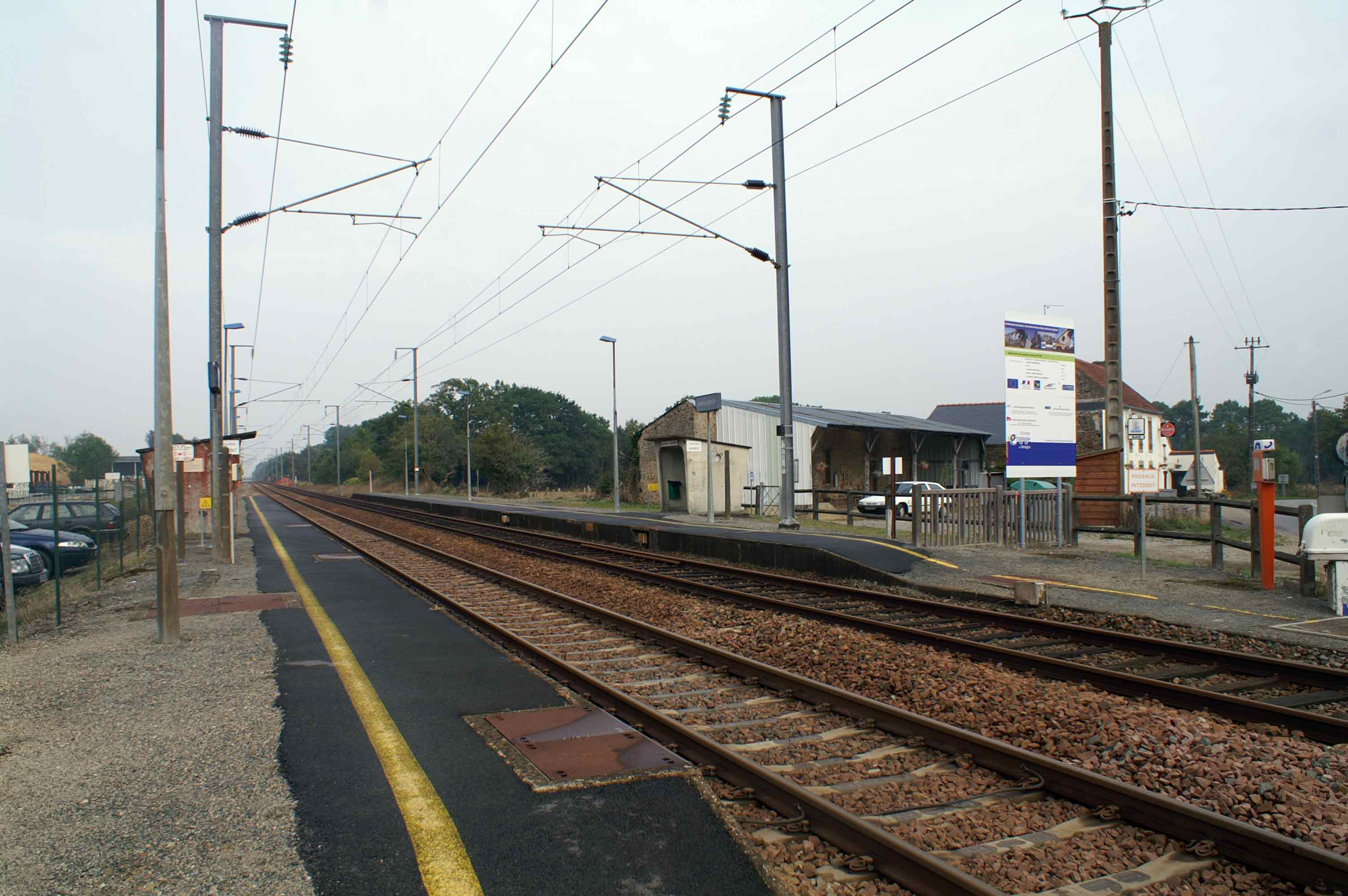
Gare de Landaul-Mendon, vue vers Lorient ; quais et abris, on aperçoit également le Café de la Gare et la zone artisanale de la Gare.
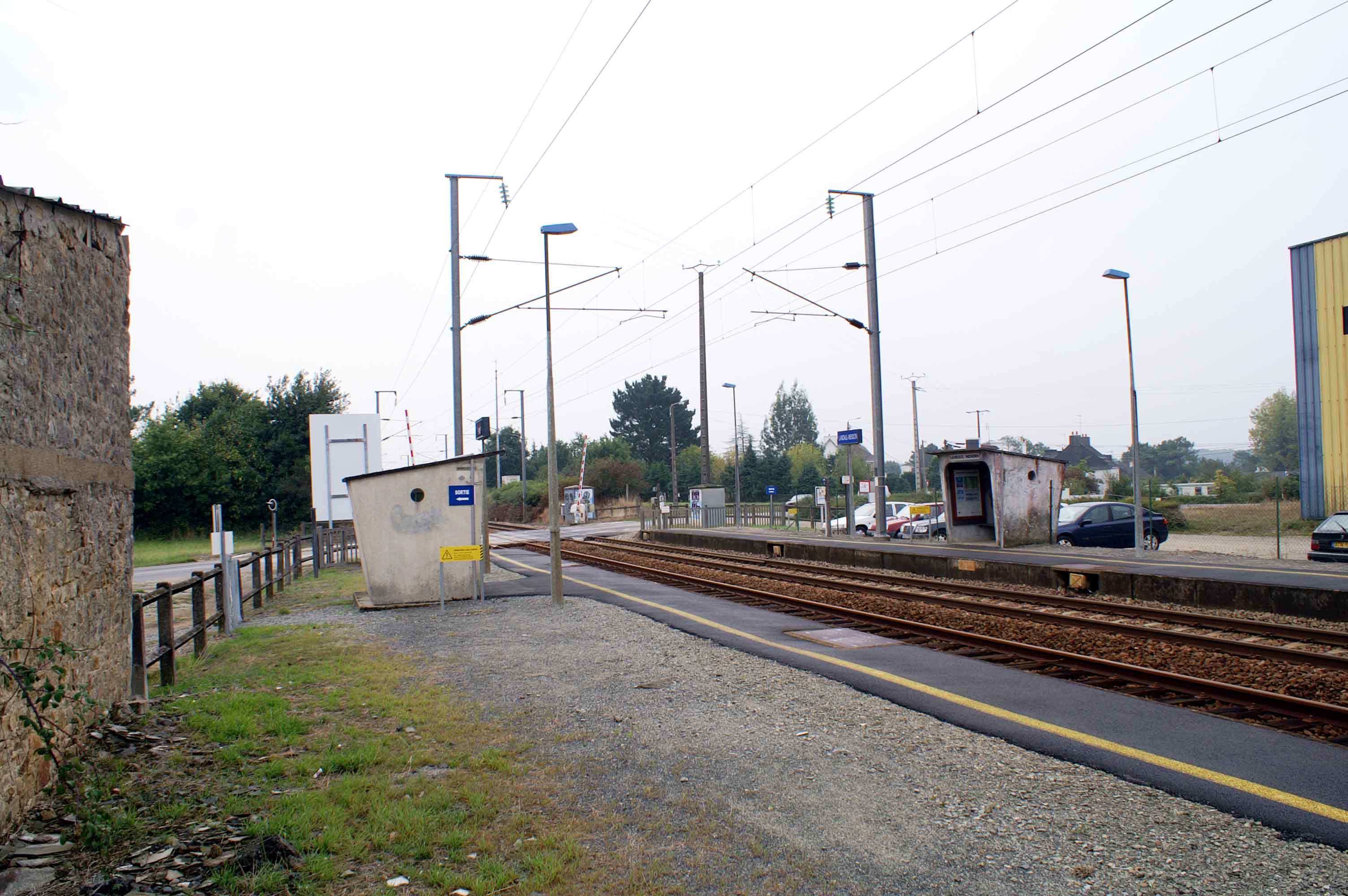
Gare de Landaul-Mendon : quais et les deux abris de la halte à accès libre, parking et le passage à niveau en bout de quais vers Vannes.

#### Paysages et habitat
Landaul présente, du moins dans sa partie nord
Un paysage agraire traditionnel de bocage avec un habitat dispersé en écarts formés de hameaux (dénommés localement "villages", les principaux sont Locmaria, Kerguestin, Trézédy, Langonbrac'h et Kergoëz) et fermes isolées. Le sud présente un paysage de marais et de pinèdes. Le bourg, un peu excentré dans la partie nord du village, était traditionnellement de peu d'importance.
Le bourg, mais aussi les principaux hameaux ont beaucoup grossi depuis la Seconde Guerre mondiale avec la construction de plusieurs lotissements et de nombreuses maisons individuelles en raison de la relative proximité des agglomérations de Lorient et Hennebont ainsi que du littoral et de la bonne desserte en transports (voie express et gare).

## Urbanisme

### Typologie
Au 1er janvier 2024, Landaul est catégorisée commune rurale à habitat dispersé, selon la nouvelle grille communale de densité à sept niveaux définie par l'Insee en 2022.
Elle est située hors unité urbaine et hors attraction des villes,.
La commune, bordée par l'océan Atlantique, est également une commune littorale au sens de la loi du 3 janvier 1986, dite loi littoral. Des dispositions spécifiques d’urbanisme s’y appliquent dès lors afin de préserver les espaces naturels, les sites, les paysages et l’équilibre écologique du littoral, tel le principe d'inconstructibilité, en dehors des espaces urbanisés, sur la bande littorale des 100 mètres, ou plus si le plan local d’urbanisme le prévoit.

### Occupation des sols
L'occupation des sols de la commune, telle qu'elle ressort de la base de données européenne d’occupation biophysique des sols Corine Land Cover (CLC), est marquée par l'importance des territoires agricoles (62,1 % en 2018), en diminution par rapport à 1990 (63,6 %). La répartition détaillée en 2018 est la suivante :
zones agricoles hétérogènes (36 %), terres arables (22,2 %), forêts (20,2 %), milieux à végétation arbustive et/ou herbacée (9,8 %), zones urbanisées (4,3 %), prairies (3,9 %), zones industrielles ou commerciales et réseaux de communication (2,1 %), mines, décharges et chantiers (1,5 %), zones humides côtières (0,2 %). L'évolution de l’occupation des sols de la commune et de ses infrastructures peut être observée sur les différentes représentations cartographiques du territoire : la carte de Cassini (XVIIIe siècle), la carte d'état-major (1820-1866) et les cartes ou photos aériennes de l'IGN pour la période actuelle (1950 à aujourd'hui).

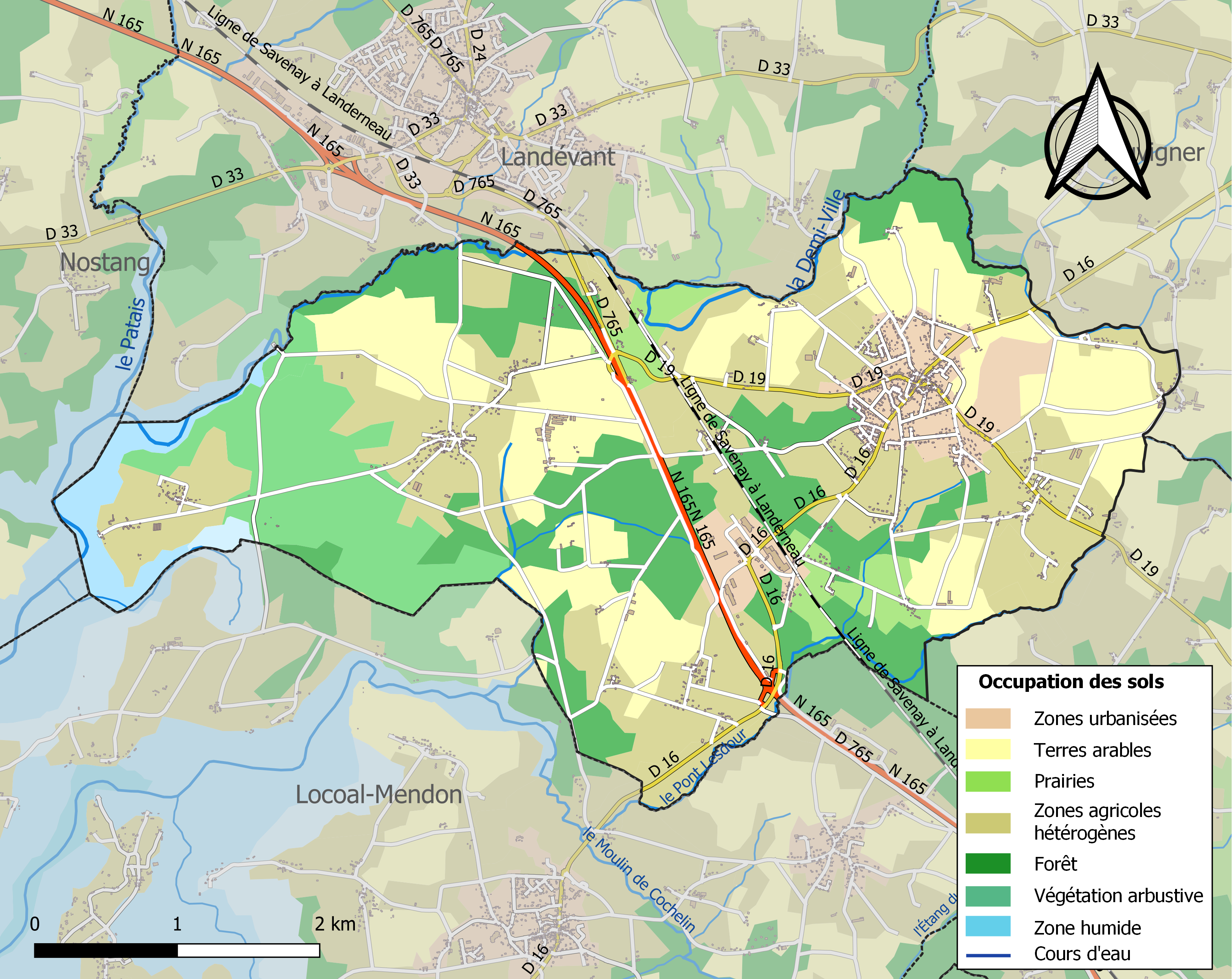
Carte des infrastructures et de l'occupation des sols de la commune en 2018 (CLC).

## Toponymie
Le nom de la localité est mentionné sous les formes Landaul en 1387 ; Landaule en 1389, ; Landaule en 1448 - 1536 ; Landole en 1636 ; Landaul en 1902.
Le nom breton de la commune est Landaol.
Du breton lan(n) « lieu consacré », d'où le sens « d'établissement de la classe sacerdotale » (« ermitage », « monastère » voire « église »).
Il est suivi du breton dol, -ioù, -où « terre basse, lieu fertile et bas, plaine, méandre », par extension « polder » et pouvant désigner une île formée par les méandres d'un cours d'eau. Enserrée entre deux ruisseaux dont les sources sont proches, Landaul se prolonge vers la Ria d'Étel et forme comme une île.
Une autre hypothèse est que l'élément -daul représenterait un hagionyme et plus précisément la forme contractée de Théleau (Telo), car pendant plusieurs siècles et notamment à l'époque moderne, l'église paroissiale était dédiée à sainte Marie-Madeleine et saint Théleau qui en étaient les deux saints patrons. Ce n'est qu'en 1863 que la chapelle Notre-Dame du Vrai-Secours est devenue, après avoir été agrandie, notamment par l'adjonction de deux chapelles latérales, église paroissiale ; elle prit alors le nom d'Église Saint-Théleau. Cependant, les formes anciennes et la phonétique ne vont pas dans ce sens (voir supra).

## Histoire

### Préhistoire

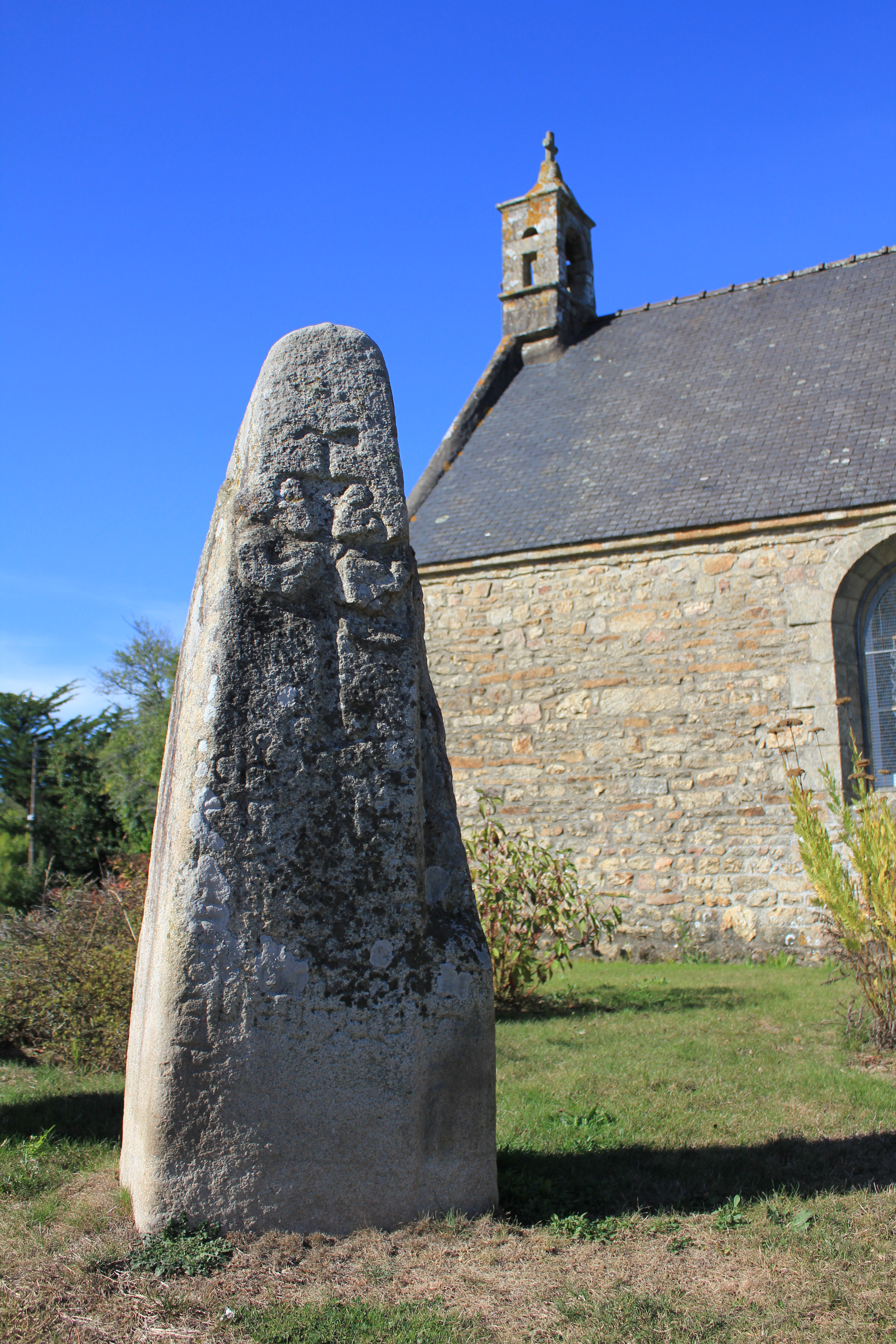
Le lec'h christianisé de Langonbrach.

Le lech de Langobrach date du Néolithique et a été christianisé au IXe ou Xe siècle ; il comprend des inscriptions latines difficilement déchiffrables (Crux britient mulieris kilezoc filiae conberti. Hoc opus quicumque legerit salvus sit probablement) et est situé près de la chapelle Saint-Maurille.

### Antiquité
La voie romaine allant de Darioritum (Vannes) à Civitas Aquilonia (Quimper) passe près de Trézedy et à Kervadec.

### Moyen-Âge

#### Les origines de la paroisse
Landaul proviendrait du démembrement de la paroisse de l'Armorique primitive de Pluvigner ; la première église construite daterait des environs de l'an 900.

#### La vicomté de Kerambourg et les autres seigneuries
La châtellenie de Kerambourg appartenait en 1300 à Henri, seigneur de Kerambourg, puis à la famille de Laval qui l'aurait ensuite vendu à la famille de Kaër et en 1350 au sieur Jean de Guer-Malestroit (par son mariage avec Marie de Kaër) ; en 1551 la seigneurie fut érigée en vicomté au profit de Claude de Malestroit, décédé en 1554, qui fut donc le premier vicomte de Kerambourg. Cette vicomté fut par la suite vendue à Jean de Robien, 6e vicomte de Kerambourg, second fils de Christophe de Robien, 8e vicomte de Plainte (1573-1625). La fille de Thomas de Robien, 8e vicomte de Kerambourg, Julienne de Robien-Kerambourg, se maria avec Christophe-Paul de Robien, son parent au 4e degré.
Une autre seigneurie était importante, celle de Kerambarh (Kerambartz). Yvonnet de Kerambartz, écuyer, est commandant de la compagnie des gens d’armes en 1537 ; elle appartient ensuite à la famille Chohan, puis à celle des Gouyon de Vaudurand dans la 2e moitié du XVIIe siècle. En 1699, cette seigneurie, à la suite d'un mariage, celui de Sébastien de Robien avec Louise Gouyon, appartient à la famille de Robien.
D'autres maisons nobles existaient à Landaul : le Granic, Kerriante et Kerlivaux, cette dernière au bord d'un grand étang.

### Temps modernes

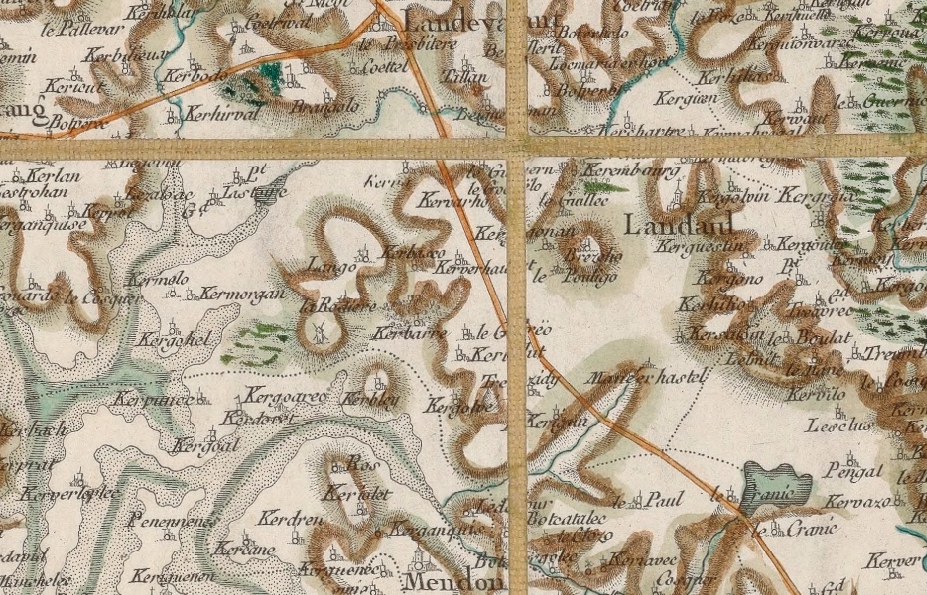
Carte de Cassini de la paroisse de Landaul et de ses environs (1789).

Jean-Baptiste Ogée décrit ainsi Landaul en 1778 : « Landaul ; à 5 lieues et demie à l'Ouest-Nord-Ouest de Vannes, son évêché ; à 24 lieues de Rennes et à 2 lieues un quart d'Aurai, sa subdélégation et son ressort. La cure est à l'Ordinaire, et compte 600 communiants. La haute-justice de la vicomté de Kerambourg et celle du Val s'exercent à Aurai. (...) Ce territoire forme à peu près une plaine dont les terres sont très bien cultivées. On y fait du cidre. »

### Révolution française
Jean-Louis Le Molgat, recteur de Landaul depuis 1778, refusa de prêter serment à la Constitution civile du clergé et, devenu prêtre réfractaire, partit en exil en Espagne le 13 septembre 1792.
En 1795, dans le cadre de l'Expédition de Quiberon, le village de Langombrach et les bois des alentours (les villages de Trézédy, Lamgombrach, Kerguen et Kerveno, entourés de forêts furent propices à la révolte chouanne) furent le théâtre de violents combats entre les Chouans commandés par le Chevalier de Tinténiac (une centaine de Landaulais auraient participé à cette bataille à ses côtés) et les troupes républicaines dirigées par le général Hoche ; le 3 juillet 1795, pris en tenaille par les Bleus, les Chouans durent se replier sur Mendon.
Louis Urbain Bruë a décrit ces événements, écrivant notamment : « La troupe marchait militairement. Vers midi, à une petite lieue de Landévan, vis-à-vis le village de Trezidy-Keriagun, commune de Landaul, les grenadiers éclaireurs de l'avant-garde ont aperçu en embuscade, derrière le fossé qu'ils montaient, un nombre considérable d'hommes (que nous avons estimé être à deux cents au moins), tous armés, très bien vêtus et presque généralement en carmagnole et pantalons bleus (...) Le pas de charge a été battu sur le champ ; les grenadiers, les chasseurs et une partie du détachement de Hennebont (...) ont avancé sur eux et les ont poursuivi républicainement. Malgré la fusillade vive des brigands, qui, forcés de se replier, chargeaient et tiraient en marchant, ils ont atteint plusieurs de ces sclélérats qu'ils ont tués. (...) Le nombre de tués, du côté des rebelles, a été de plus de vingt »
Jean-Louis Béard, maire de Brech depuis 1796, signale aux autorités l'existence à Landaul d'une auberge mal famée, fréquentée par Joachim Kermorvant, dit Marmousse, originaire de Kerguengoch en Brech, qui se qualifie de "chef de légion de l'armée catholique" et qui serait en relation avec Georges Cadoudal ; il fut amnistié en 1802.
Émile Sageret cite, parmi les Chouans « ne reculant devant aucune violence », Jean Le Lan (de Kervignac), Le Crom (de Landaul) et François Le Gouriff, dit Ulysse, de Sainte-Hélène

### LeXIXesiècle
Le 5 octobre 1832 150 soldats envahirent la maison de la mère, âgée de 71 ans, d'un réfractaire (Chouannerie de 1832) dans le village de Kerguestin et fouillèrent aussi tous les environs, les maisons des membres de la famille du réfractaire et chez le curé de la paroisse, pillant presque tout sur leur passage.
A. Marteville et P. Varin, continuateurs d'Ogée, décrivent ainsi Landaul en 1843 :

« Landaul : commune formée de l'ancienne paroisse de ce nom ; aujourd'hui succursale. Il y a foire le 25 mai, clé 13 juillet. Géologie : constitution granitique. On parle le breton. »

En 1862 l'ancienne église paroissiale est démolie (ce qui permet l'agrandissement du cimertière) et remplacée par la chapelle Notre-Dame du Vrai-Secours (elle daterait de 1493 et a été construite par les seigneurs de Kerambourg) située à proximité et qui prend le nom d'église Saint-Théleau.
Une épidémie de variole frappa 44 personnes et fit 16 morts à Landaul entre 1865 et 1870.

### LeXXesiècle

#### La Belle Époque
L'école des filles de Landaul, tenue par des religieuses, est laïcisée en janvier 1903 en application de la loi de 1901 qui provoque l'expulsion des congrégations religieuses.
Comme dans d'autres communes voisines, le 10 mars 1906 l'inventaire des biens d'église ne put avoir lieu à Landaul « où la résistance est organisée ».

#### La Première Guerre mondiale
Le monument aux morts de Landaul porte les noms de 54 soldats morts pour la France pendant la Première Guerre mondiale ; parmi eux, deux au moins sont morts en Belgique dès 1914 (Joseph Tual, dès le 22 août 1914 lors des combats de Maissin et Louis Lorho ; Martin Quéric est mort le 17 octobre 1918 dans l'actuelle Macédoine du Nord et a été décoré de la Croix de guerre ; la plupart des autres sont morts sur le sol français, dont Guigner Le Moullec, soldat du 62e régiment d'infanterie, disparu à Ailles (Aisne) le 5 mai 1917, décoré de la Médaille militaire et de la Croix de guerre ; Pierre Audran, soldat du 298e régiment d'infanterie, a été décoré de la Croix de guerre ; Joseph Le Dorze et Joachim Guégan sont décédés après l'armistice, le premier des suites de ses blessures, le second de maladie. Le maire, Paul Parmentier est mort pour la France le 7 novembre 1915 à l'hôpital de Vitry-le-François (Marne).

#### L'Entre-deux-guerres
Une voie de garage, un quai et un pont bascule sont aménagés à la gare de Landaul-Mendon, pour permettre l'expédition de wagons entiers de marchandises, notamment des huîtres provenant de la ria d'Étel et des primeurs ; prévus en 1921, ces aménagements sont réalisés en 1927-1928.

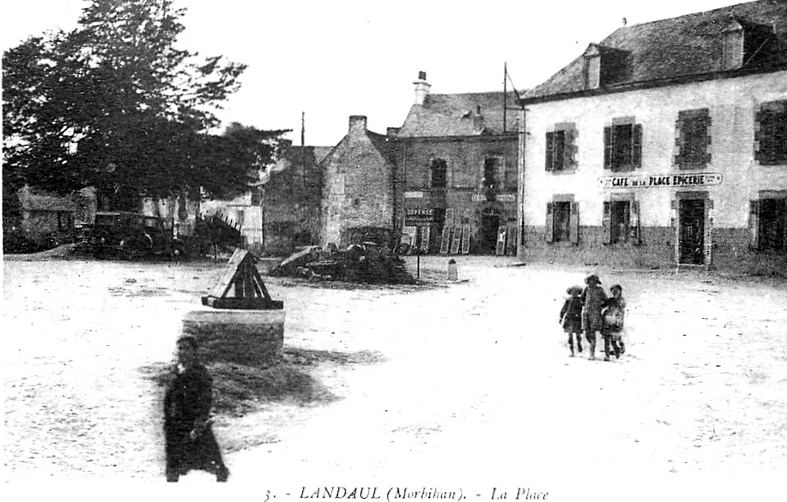
La place centrale de Landaul vers 1920 (carte postale).
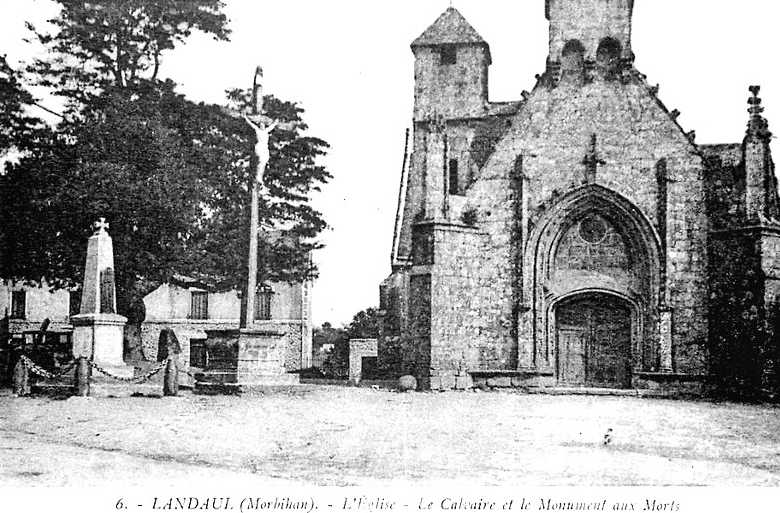
Landaul : l'église paroissiale, le calvaire et le monument aux morts vers 1925 (carte postale).

En 1923 le cimetière qui était jusque-là au chevet de l'église paroissiale, est transféré à son emplacement actuel, route de la Gare. Le 15 avril 1923, Alphonse Rio, sous-secrétaire d'État à la marine marchande, inaugure le monument aux morts de Landaul.

#### La Seconde Guerre mondiale
Pendant la Deuxième Guerre mondiale, Landaul fut le théâtre d'événements liés à sa proximité avec les combats pour la base sous-marine de Lorient. Les bombardements de Lorient à partir de 1942 donnaient lieu à des combats aériens au-dessus de la commune. Le 23 janvier 1943, un bombardier américain, le « Beats Me », touché par des avions de chasse allemands largua ses bombes sur Kergolven avant de s'abattre à Kéronic en Pluvigner. L'équipage comprenait huit aviateurs: sept furent tués, un seul, le radio, en réchappa. Il s'appelait Charles Roth.
Un parachutage à l'intention de la Résistance atterrit, sans doute par erreur, dans la propriété Maho en plein bourg. La Résistance envoya ensuite un commando récupérer les objets parachutés.
Le meunier du moulin de Plusquen, Gilbert Denis, suspecté d'avoir dénoncé des résistants, fut tué par balle et le meurtre attribué à François Moizan, lieutenant FFI.
Pendant la guerre, des habitants de Lorient et Hennebont se réfugièrent en grand nombre à Landaul.
Au début de l'année 1944, la Résistance organisa des sabotages de la voie ferrée traversant la commune et qui approvisionnait Lorient. De nombreux déraillements eurent lieu entraînant à partir d’avril 1944, les rafles et ratissages des commandos de chasse allemands, suivis de tortures, exécutions et déportations, qui firent de la région une véritable zone de guerre. Le 30 avril 1944, cinq jeunes résistants (Lucien David, François Fayo, Francis Le Bellec, Victor Le Mestre et Eugène Le Palud) furent capturés à Kergouarec et fusillés sur la place du bourg, en présence du maire, Mathurin Le Rouzic et d'une quarantaine de Landaulais contraints d'assister à l'exécution. Sur le monument, un sixième, fusillé à Pluvigner, André Le Gleuher, a été ajouté sur la plaque du monument.
Le 8 août 1944, huit Allemands furent victimes de la vengeance : « Des soldats allemands sont venus de Nostang à Landévant se rendre aux soldats alliés ou aux résistants après avoir tué leur officier qui les menaçait de mort s'ils désertaient. Huit d'entre eux seront conduits à pied à Landaul, les mains sur la tête, pour une sorte de sacrifice expiatoire, à la mémoire des cinq patriotes fusillés le 30 avril sur la place du bourg. Ils furent abattus et enterrés sur place, au pied d'un mur derrière l'école... ».
Le lendemain, un commerçant du bourg, Joseph Gauter fut arrêté, torturé par la Gestapo à Locminé, puis déporté NN (Nacht und Nebel) au camp du Struthof après avoir été condamné à mort à la prison de Vannes. L'évacuation des déportés du Struthof vers Dachau devant l'avance des Alliés lui permit d'échapper à la mort.
La Libération ne mit pas fin aux combats dans la région, Landaul étant situé en limite de la Poche de Lorient où les Allemands ne capitulèrent que le 9 mai 1945. Pendant toute cette période de nombreux FFI, combattants de la poche de Lorient, séjournaient à Landaul.

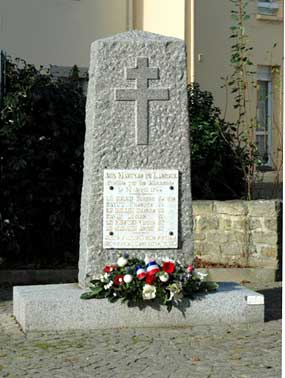
Monument des 6 fusillés de Landaul.
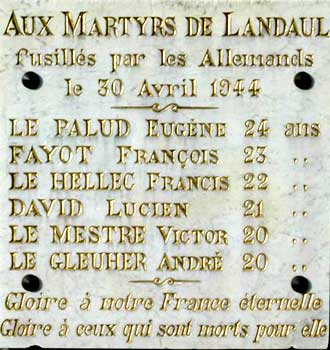
Plaque commémorative du monument.

Le monument aux morts de Landaul porte les noms de 7 personnes mortes pour la France pendant la Seconde Guerre mondiale : parmi elles Jean Le Carour, mort au printemps 1940 lors de la Bataille de France dans l'Aisne ; Mathurin Le Boulaire, mort en combat aérien à Palmyre (Syrie) en 1941 ; Joseph Tuffigo, mort en captivité en Allemagne en 1944 ; Joseph Le Formal, mort accidentellement au Liban en 1944.

#### L'après Seconde Guerre mondiale
Un soldat originaire de Landaul, Alphonse Le Ménach, est mort pour la France pendant la Guerre d'Algérie.

## Blasonnement
|  | Les armoiries de Landaul se blasonnent ainsi : Coupé d’hermine chargé d’une hure de sable défendue d’argent, et d’azur à dix billettes d’argent posées quatre, trois, deux et un, à la bordure de gueules chargée en orle de huit besants d’or. |

## Politique et administration

### Politique de développement durable
La commune a engagé une politique de développement durable en lançant une démarche d'Agenda 21 en 2015.

## Démographie
L'évolution du nombre d'habitants est connue à travers les recensements de la population effectués dans la commune depuis 1793. Pour les communes de moins de 10 000 habitants, une enquête de recensement portant sur toute la population est réalisée tous les cinq ans, les populations de référence des années intermédiaires étant quant à elles estimées par interpolation ou extrapolation. Pour la commune, le premier recensement exhaustif entrant dans le cadre du nouveau dispositif a été réalisé en 2007.

En 2022, la commune comptait 2 487 habitants, en évolution de +9,08 % par rapport à 2016 (Morbihan : +3,82 %, France hors Mayotte : +2,11 %).
| 1793 | 1800 | 1806 | 1821 | 1831 | 1836 | 1841 | 1846 | 1851 |
| ---- | ---- | ---- | ---- | ---- | ---- | ---- | ---- | ---- |
| 885  | 759  | 849  | 843  | 865  | 855  | 851  | 928  | 937  |

| 1856 | 1861 | 1866 | 1872 | 1876 | 1881 | 1886 | 1891 | 1896 |
| ---- | ---- | ---- | ---- | ---- | ---- | ---- | ---- | ---- |
| 900  | 909  | 938  | 861  | 938  | 960  | 974  | 988  | 971  |

| 1901  | 1906  | 1911  | 1921  | 1926  | 1931  | 1936  | 1946  | 1954  |
| ----- | ----- | ----- | ----- | ----- | ----- | ----- | ----- | ----- |
| 1 012 | 1 098 | 1 119 | 1 099 | 1 135 | 1 168 | 1 084 | 1 174 | 1 016 |

| 1962 | 1968  | 1975  | 1982  | 1990  | 1999  | 2006  | 2007  | 2012  |
| ---- | ----- | ----- | ----- | ----- | ----- | ----- | ----- | ----- |
| 979  | 1 009 | 1 051 | 1 147 | 1 327 | 1 343 | 1 733 | 1 789 | 2 166 |

| 2017  | 2022  | - | - | - | - | - | - | - |
| ----- | ----- | - | - | - | - | - | - | - |
| 2 298 | 2 487 | - | - | - | - | - | - | - |

## Lieux et monuments
- Château de Kerambourg, XVe siècle. En 1300, Henry de Kerambourg est propriétaire de la seigneurie. Les propriétaires successifs du château sont les familles Kerambourg, Guer-Malestroit (au XVIe siècle), Montalais et Robien. La terre est érigée en vicomté en 1551 en faveur de Claude de Malestroit. À noter que le château initial de Kerambourg, détruit durant les combats de la Ligue, a été rasé pour être reconstruit au XVIe siècle. Ce château est la propriété de la famille de Robien jusqu'en 1789, puis de la famille Parmentier à partir de 1851. Il possédait autrefois une chapelle privée, un colombier et un puits[57].
- Le château de Kerambarh (XVIe siècle) est le siège de l'ancienne seigneurie et de la famille de Kerambartz, avant d'appartenir ensuite aux familles Gouyon de Verdurand (au XVIIe siècle), de Robien (en 1699) et Saint-Pern.

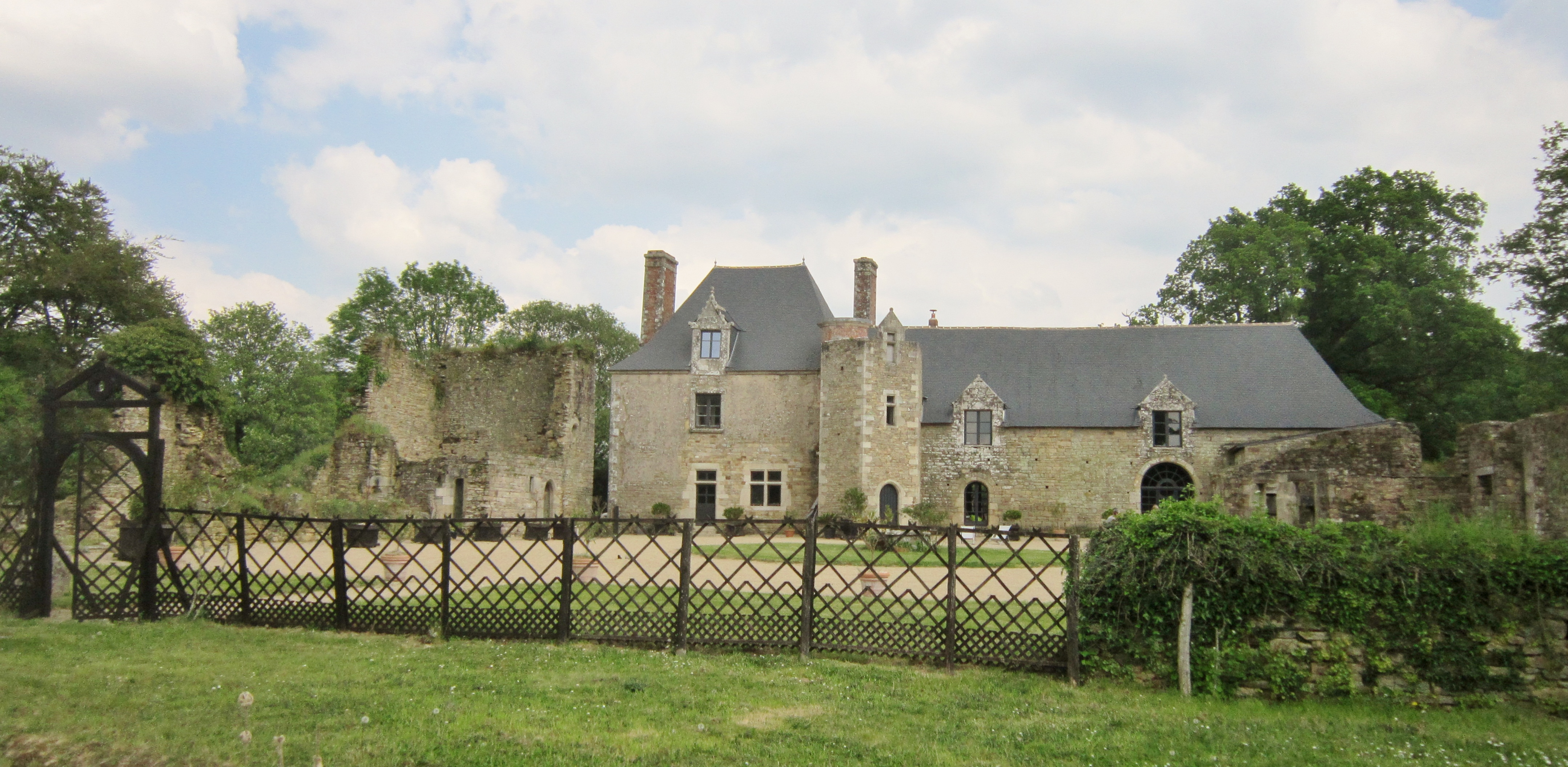
Château de Kerambarh : vue d'ensemble.
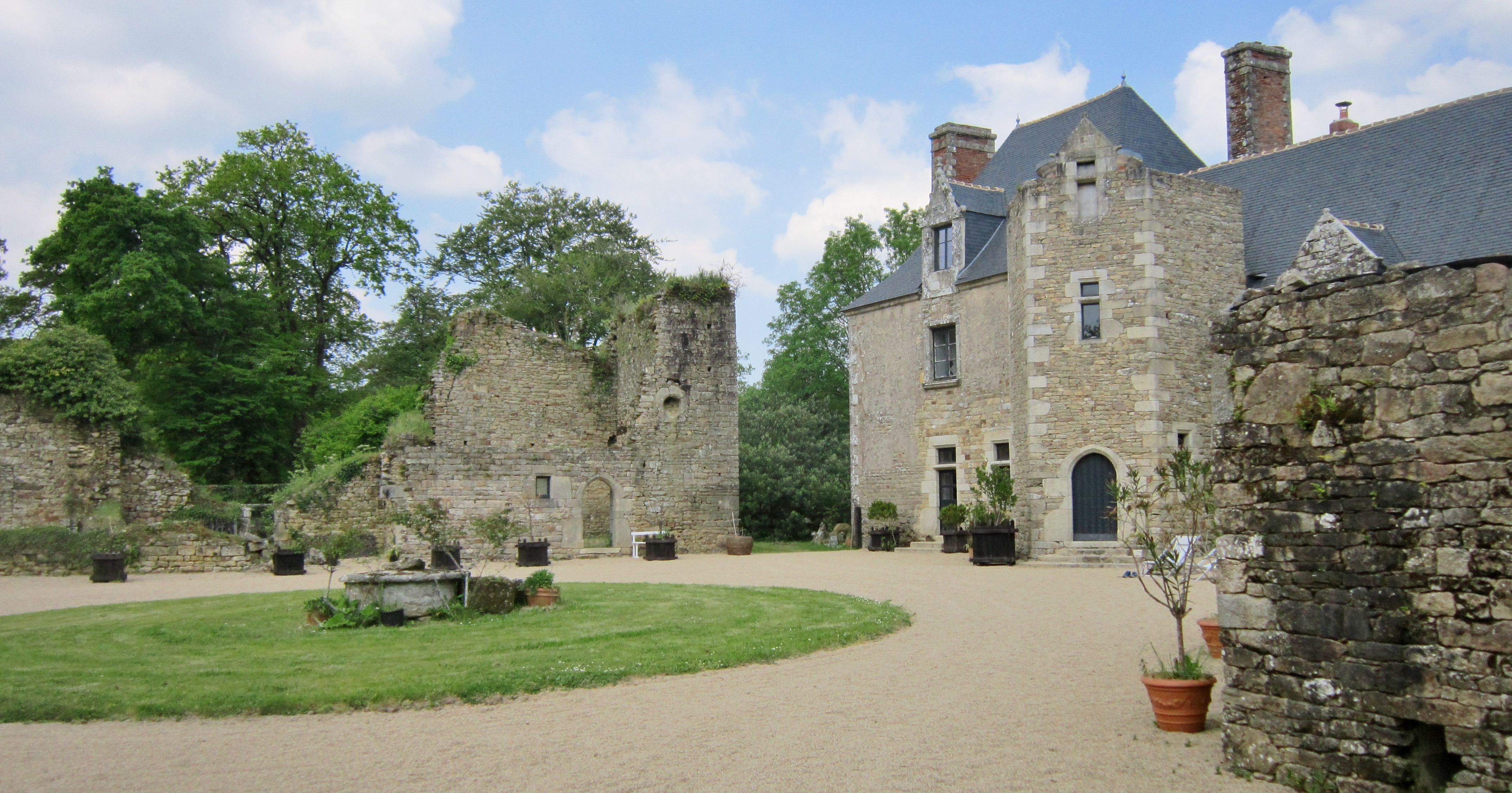
Château de Kerambarh : cour intérieure.
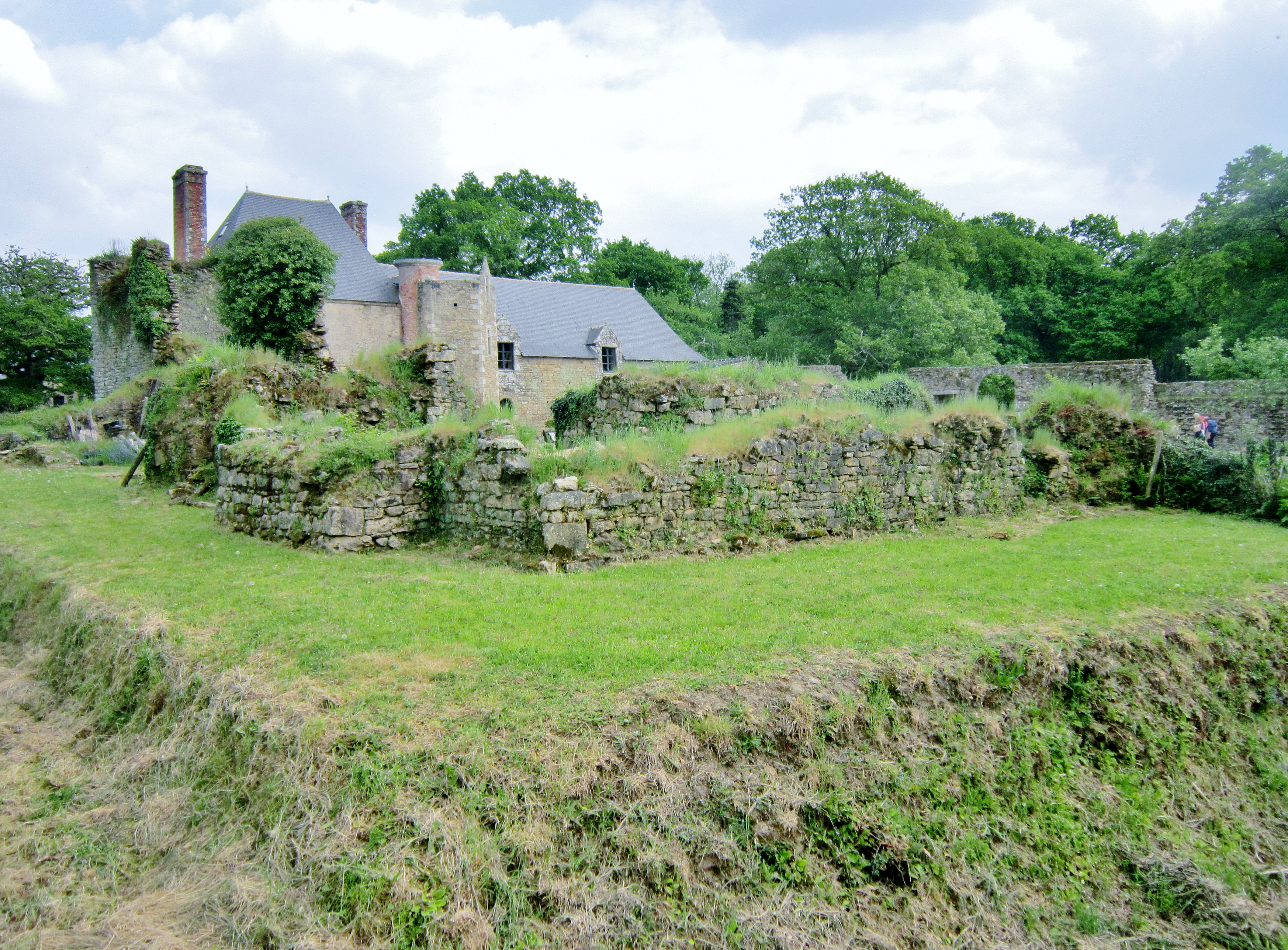
Château de Kerambarh : la métairie.
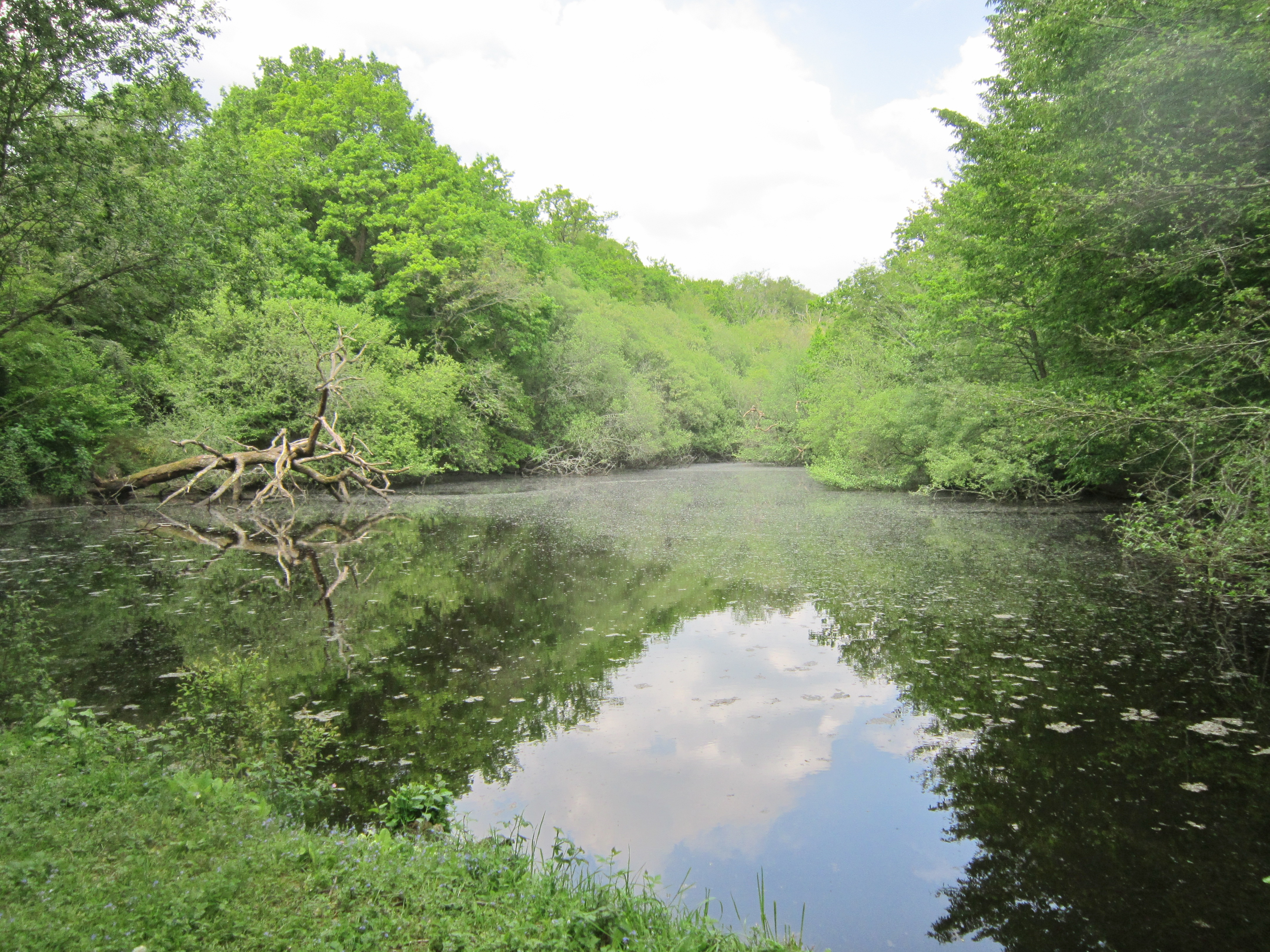
Château de Kerambarh : l'étang.
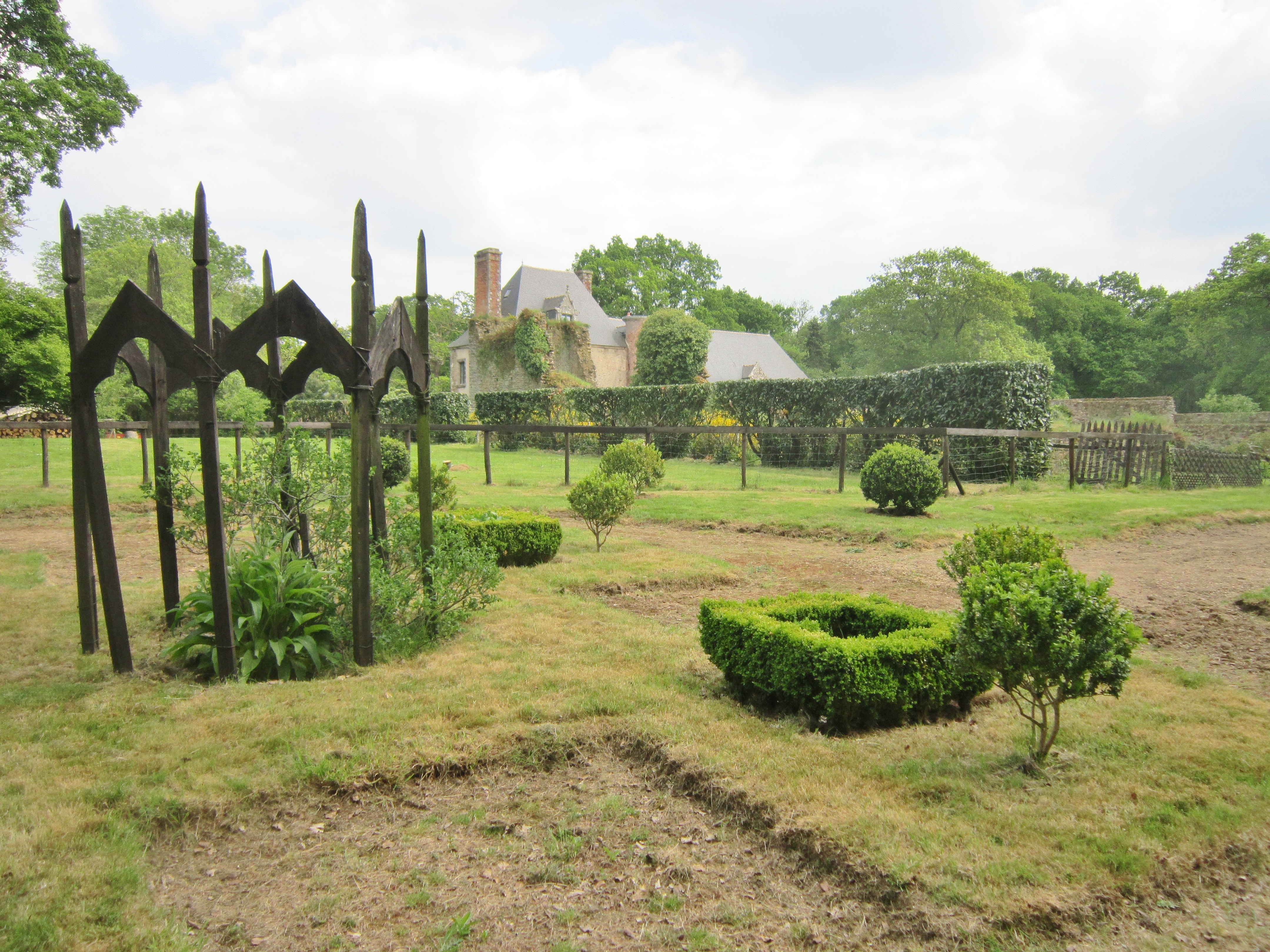
Château de Kerambarh : les jardins.

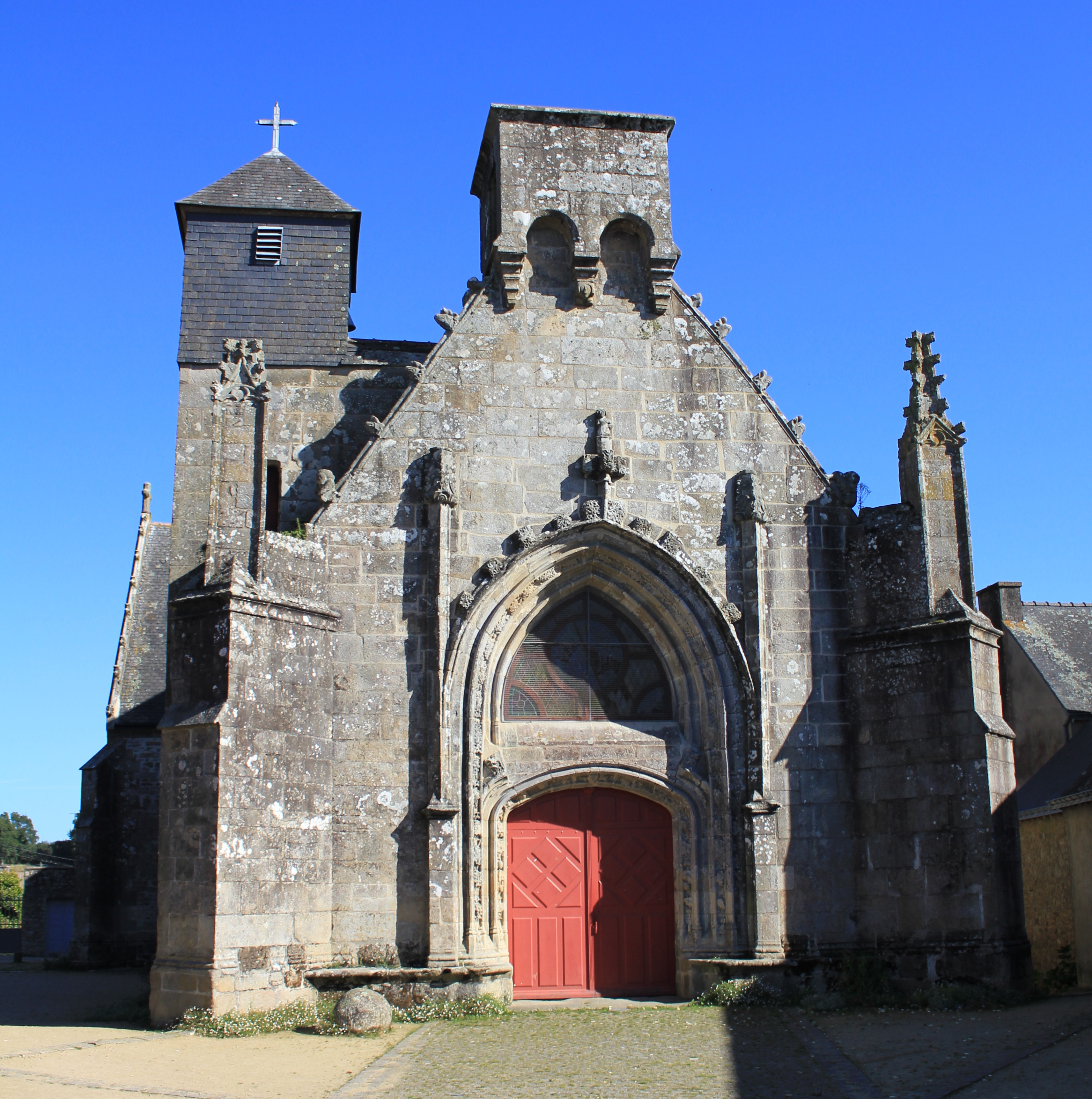
L'église Saint-Théleau.

- L'église Saint-Théleau ou Sainte-Marie-Magdeleine (XVe siècle). Sainte-Magdeleine remplace Saint-Thuriau au début du XIXe siècle et Sainte-Magdeleine est remplacée par Saint-Théleau en 1903. L'église paroissiale de Landaul ayant été démolie en 1862, la chapelle Notre-Dame (Notre-Dame du Vrai-Secours) fondée par la famille Kerambourg et qui en était voisine devint à son tour église paroissiale en mai 1863, après que l'on l'eut transformée entièrement en y adjoignant deux grandes chapelles formant croisillons au Nord et au Sud. La chapelle avait été construite vers 1450. On en a heureusement conservé intact le beau portail occidental à baies en anse de panier dont les voussures s'ornent de rinceaux de feuillages, prises sous une grande arcade en tiers-point à plusieurs archivoltes surmontant un tympan ajouré. Sur le pignon s'élève un clocher carré, postérieur d'au moins un siècle, jadis surmonté d'une flèche en pierre et flanqué d'une tourelle d'escalier cylindrique. La nef date de la fin du XVe siècle. Contre le pignon Nord, scellées sur une dalle de granit, sont alignées les statues en pierre de sainte Barbe, saint Isidore et sainte Marguerite.
- La chapelle Saint-Maurille, dédiée à saint Maurille, située au village de Langombrach (ou Langonbrac'h) date de 1659, mais a été probablement reconstruite à cette époque, succédant à une chapelle plus ancienne construite à l'emplacement d'un ancien lieu de culte préchrétien comme en témoigne le lech christianisé situé à proximité de la chapelle. Il s'agit d'un édifice de forme rectangulaire sans caractère, où l'on conserve un sarcophage carolingien(on y étendait jadis les enfants qui tardaient à marcher). L'une des fenêtres porte la date de 1659. La porte occidentale est en arc brisé. Le retable est en bois polychrome et comporte un tableau central, représentant un évêque (probablement saint Maurille) qui montre le ciel à un laboureur ayant une faucille en main ; trois autres saints sont représentés : « saint Mamert, saint Adrien et saint Durlo[58].

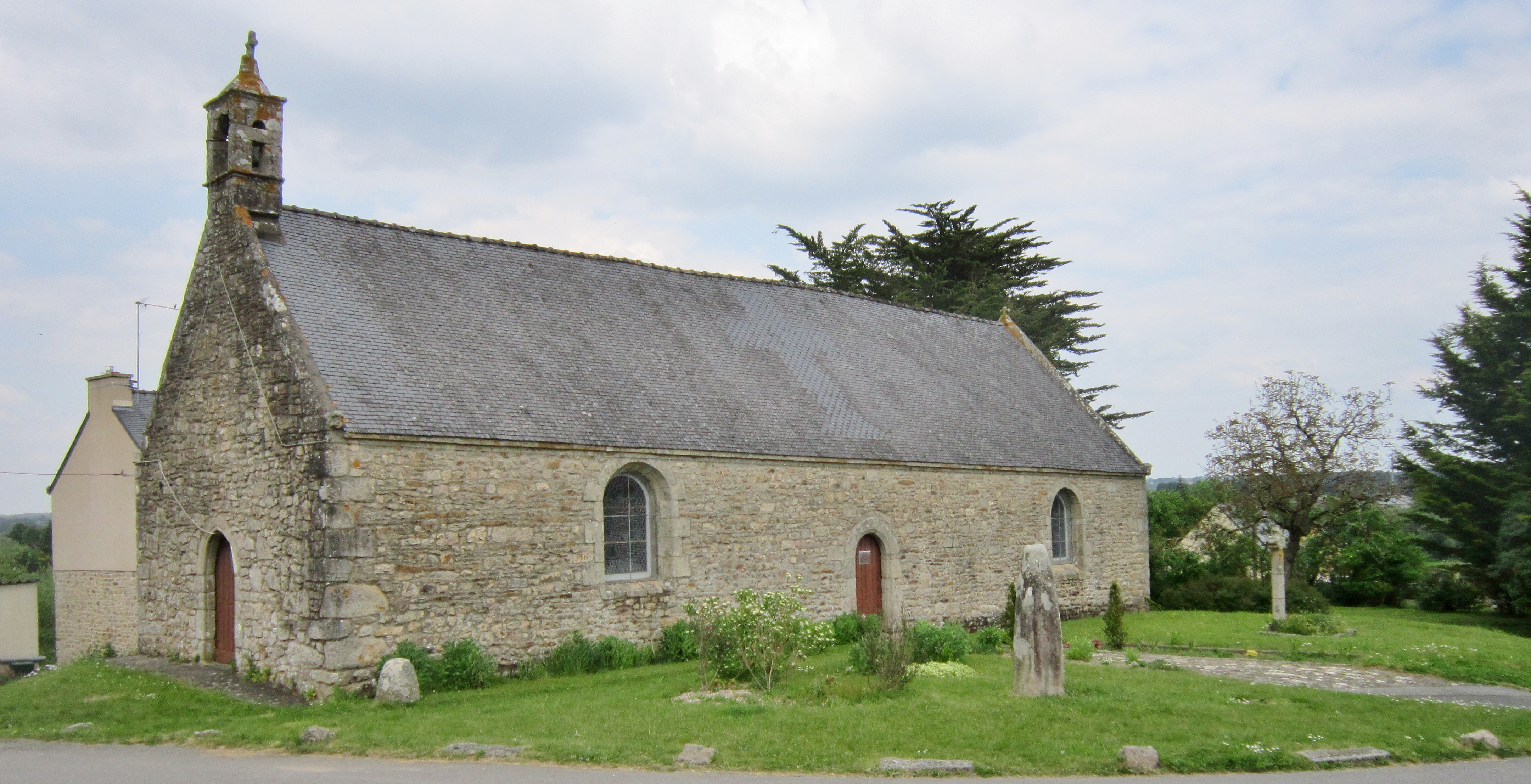
La chapelle Saint-Maurille et le lech : vue d'ensemble.
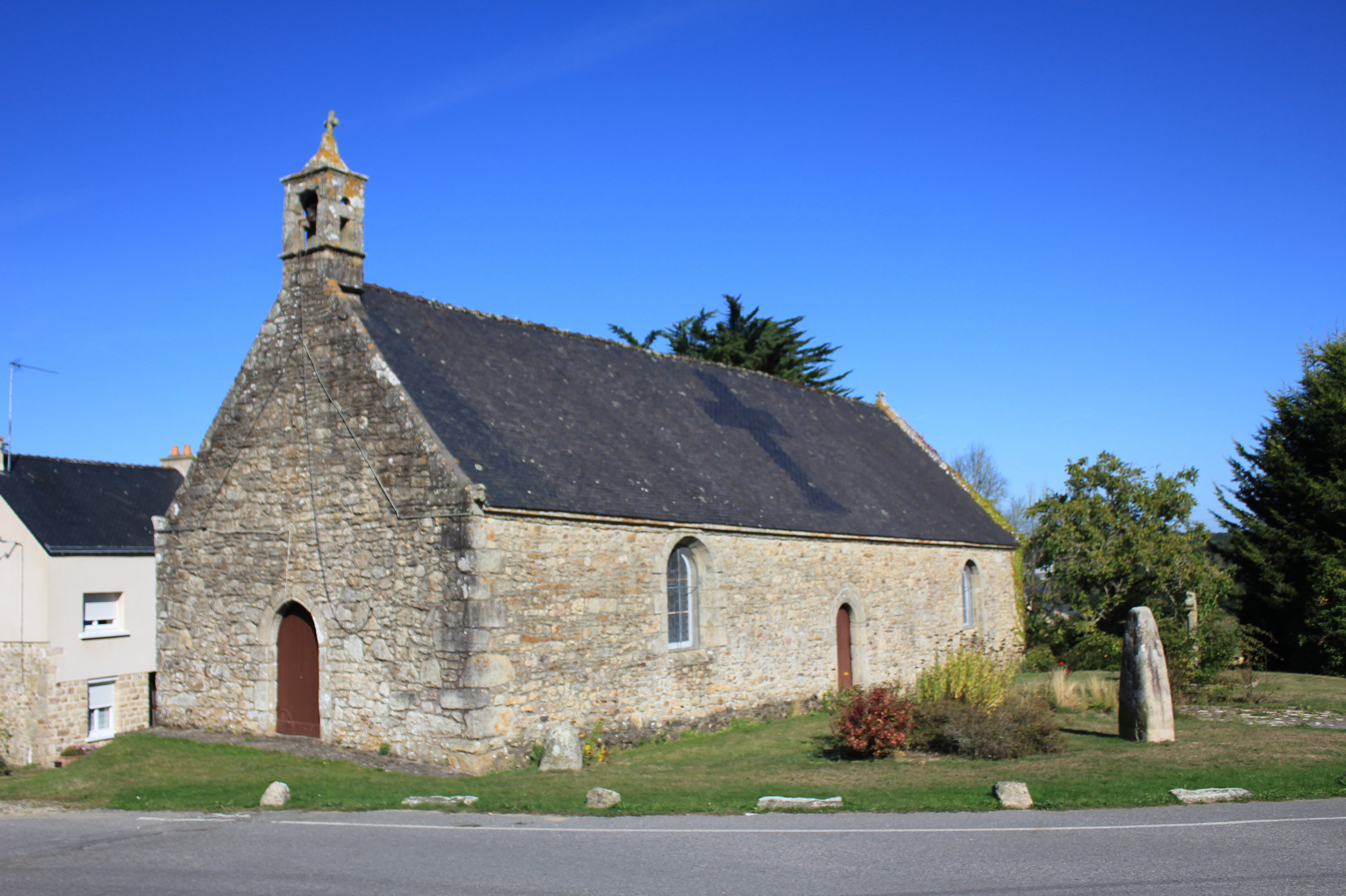
La chapelle Saint-Maurille et le lech au lieu-dit Langombrach.
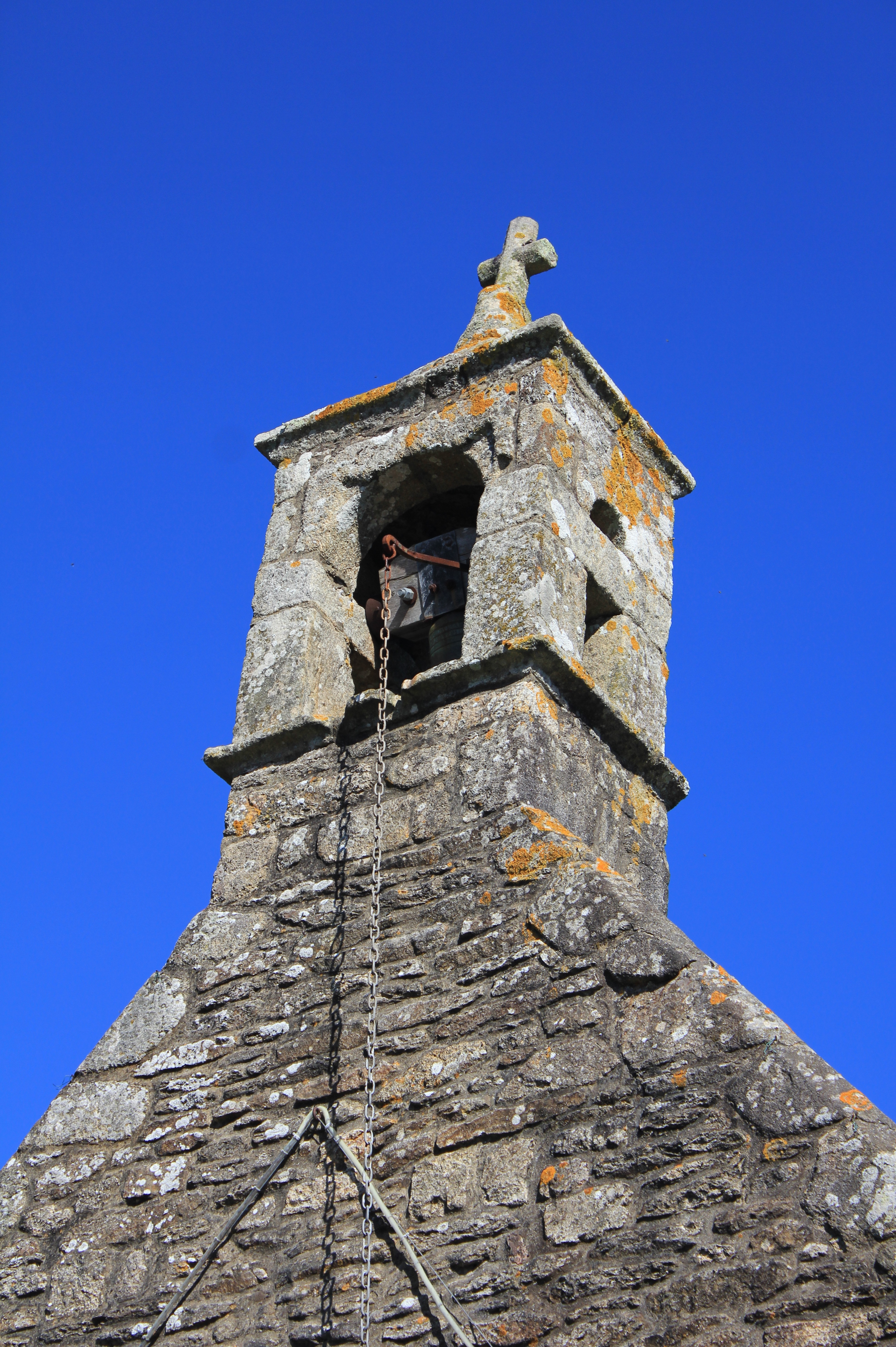
Le clocher de la chapelle Saint-Maurille.
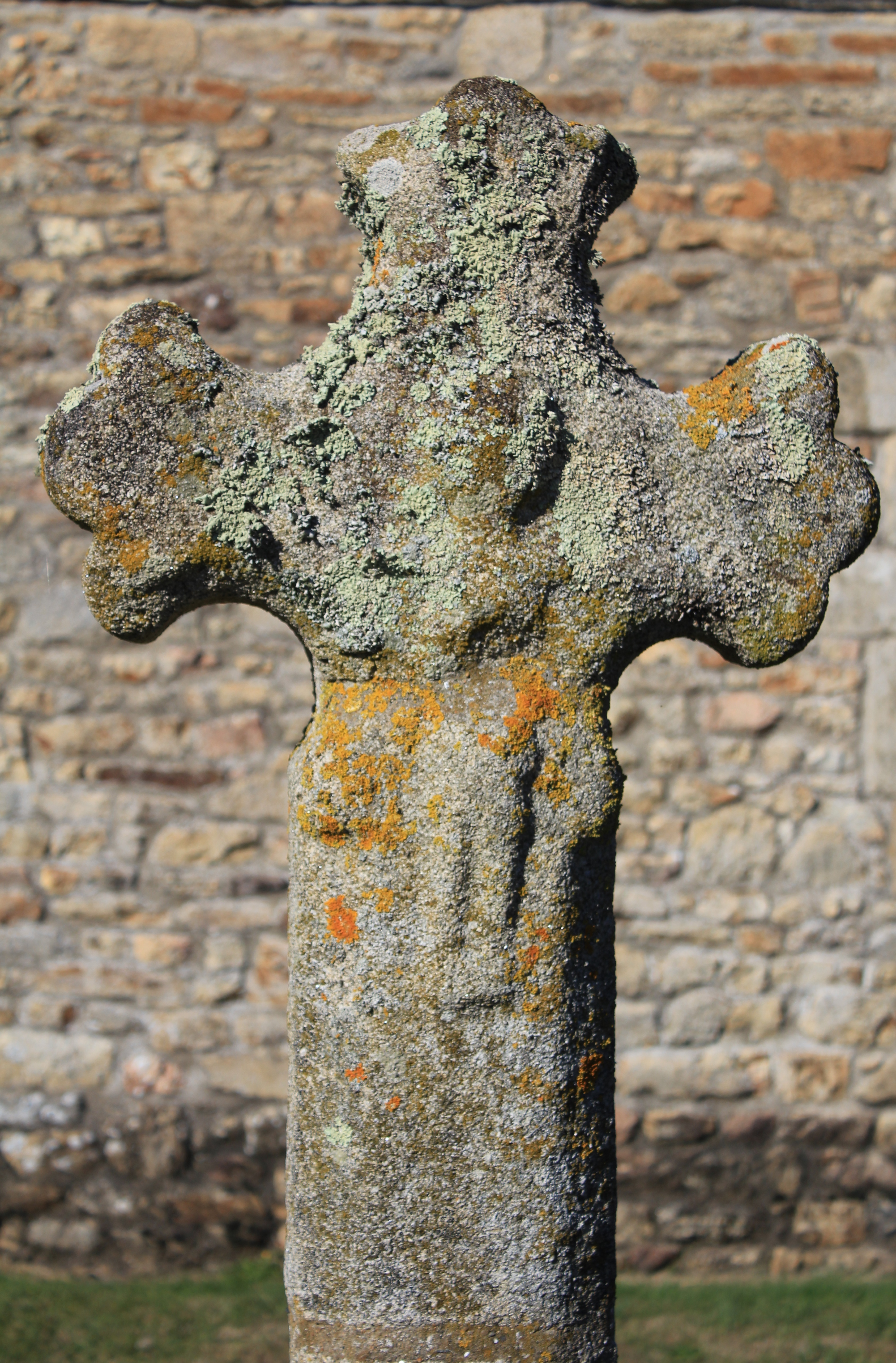
Croix près de la chapelle Saint-Maurille.

- Le monument « Aux martyrs de Landaul fusillés par les Allemands le 30 avril 1944 », situé en face de l'entrée principale de l'église, à quelques mètres de l'endroit où ils furent exécutés.

## Culture
- Le bagad Avel Hun Tadeu existe depuis 1952 et anime avec son cercle de danseurs diverses fêtes et pardons[59].

## Tourisme
- Les jardins du château de Kerambar’h, classés « Jardins remarquables », et ouverts au public d’avril à novembre.
- L’église Sainte-Marie-Madeleine, dita aussi église Saint-Théleau, ancienne chapelle Notre-Dame du Vrai-Secours.
- L’if classé « Arbre remarquable » en face de l’église : 12 mètres de haut, 4,10 mètres de circonférence, entre 300 et 400 ans, mais il se meurt[60].
- La chapelle de Langombrac’h, en face de laquelle un lech a été christianisé.
- Le chemin de Kerambar’h (8,5 km), présent dans le « Carnet de balades au cœur du pays d’Auray » en vente dans les offices de tourisme.